# Mychajlo Isjtjenko
Mychajlo Oleksijovytj Isjtjenko (ukrainska: Михайло Олексійович Іщенко; ryska: Михаил Алексеевич Ищенко, Michail Aleksejevitj Isjtjenko), född 19 maj 1950 i Morozovsk, Rostov oblast (nuvarande Ryssland), är en ukrainsk före detta sovjetisk handbollsmålvakt. Han spelade 167 landskamper för Sovjetunionens landslag mellan åren 1971–1986.
Isjtjenko var med och tog OS-guld 1976 i Montréal. Han tog därefter OS-silver 1980 i Moskva.

## Klubbar
- Burevestnik Zaporizjzja (–1976)
- CSKA Kiev (1976–1986)